# ?:
In informatica l'operatore condizionale ?: è un operatore ternario corrispondente alla struttura di controllo "if-then-else".
Originariamente presente nel linguaggio di programmazione CPL, il costrutto è presente in C, C++, C#, Java, Perl, PHP e Ruby.

## Caratteristiche
Un esempio in pseudocodice con l'uso dell'operatore ?: affiancato al corrispettivo if-then-else:
| var booleano; var risultato = ( booleano == true ) ? 'Sì' : 'No'; | var booleano; var risultato; if ( booleano ) { // booleano == true risultato = 'Sì'; } else { risultato = 'No'; } |